# Claire Weinstein
Claire Weinstein, née le 1er mars 2007 à White Plains, est une nageuse américaine.

## Biographie
Selon Carle Fierro, entraîneur-chef du Westchester Aquatic Club, Claire Weinstein a commencé la natation en club à l'âge de six ans, suivant en cela son frère aîné Michael. Elle rejoint en septembre 2001 le club du Sandpipers of Nevada à Las Vegas.
À l'âge de 13 ans, elle se qualifie pour les sélections américaines pour les Jeux olympiques de 2020. Présente en nage libre sur 200, 400 et 800 mètres, elle termine notamment vingtième du 400 mètres,.
En avril 2022, Claire Weinstein devient championne des États-Unis juniors du 5 kilomètres en eau libre. Lors des sélections américaines pour les Championnats du monde 2022, elle se classe deuxième du 200 mètres nage libre derrière Katie Ledecky. Son temps de 1 min 57 s 08 constitue un record des États-Unis pour une personne âgée de 15 ans et lui permet de se qualifier pour les Mondiaux. Lors des championnats du monde, elle termine dixième de la demi-finale du 200 mètres nage libre en 1 min 56 s 94 à sept centièmes de la dernière qualifiée pour la finale. Elle lance le relais américain qui s'impose lors de la finale du 4 × 200 m nage libre, remportant ainsi son premier titre mondial.
En 2023, Claire Weinstein est championne des États-Unis du 200 mètres nage libre en battant de deux centièmes de seconde Katie Ledecky. Son temps de 1 min 55 s 26 constitue son nouveau record sur la distance.

## Palmarès

### Championnats du monde
- Championnats du monde 2022 à Budapest (Hongrie) :
  -  Médaille d'or au titre du relais 4 × 200 m nage libre.
- Championnats du monde 2025 à Singapour :
  -  Médaille d'argent au titre du relais 4 × 200 m nage libre.
  -  Médaille de bronze du 200 m nage libre.

### Championnats du monde juniors
- Championnats du monde en eau libre juniors 2022 à Mahé (Seychelles)
  -  Médaille d'or du 5 km.